# Município de Canaan (condado de Wayne, Ohio)
Localização do Ohio nos E.U.A.
O município de Canaan (em inglês: Canaan Township) é um local localizado no condado de Wayne no estado estadounidense de Ohio. No ano 2010 tinha uma população de 4875 habitantes e uma densidade populacional de 50,99 pessoas por km².

## Geografia
O município de Canaan encontra-se localizado nas coordenadas 40° 56′ 47″ N, 81° 56′ 13″ O. Segundo a Departamento do Censo dos Estados Unidos, o município tem uma superfície total de 95.61 km², da qual 95,37 km² correspondem a terra firme e (0,25 %) 0,24 km² é água.

## Demografia
Segundo o censo de 2010, tinha 4875 pessoas residindo no município de Canaan. A densidade de população era de 50,99 hab./km².